# Ville de Victor Harbor
La ville de Victor Harbor (City of Victor Harbor) est une zone d'administration locale à environ 80 km au sud d'Adélaïde en Australie-Méridionale en Australie. 
Elle élit dix conseillers.

## Villes
Les principales localités sont :
- Victor Harbor ;
- Back Valley ;
- Hindmarsh Valley ;
- Inman Valley ;
- Mount Jagged ;
- Newland Head Conservation Park ;
- Waitpinga ;
- Willow Creek.